# WASP-121
WASP-121 또는 CD-38 3220은 고물자리에서 있는 항성 중에 하나이다. 고물자리에서는 약 850 광년 떨어진 곳에 위치한 겉보기 등급 +10.4의 항성으로, 태양과 유사한 질량과 반경을 가지고 있다. 이 항성의 WASP-121-B는 약 1.27일 만에 WASP-121 주위를 공전한다. WASP-121B는 성층권에서 물을 함유하고 있는 것으로 발견된 최초의 행성이다.

## 특징
2015년에 태양계 밖의 행성 WASP-121b는 전송 방법에 의해 WASP-121을 선회하는 것이 발견되었다. WASP-121B는 질량이 목성의 1.18배, 반지름은 목성의 약 1.81배인 "뜨거운 목성" 외행성이다. 엑소플라넷 궤도는 1.27일마다 주계열성인 WASP-121을 돈다. WASP-121-B의 성층권에서 온수 분자가 발견되었다. 태양하고 똑같은 G형 주계열성이지만 우리 태양계의 항성인 태양에 비해 항성의 온도는 좀더 밝고 온도가 높은 뜨거운 항성이다. 이런 이유가 있기 때문에 가장 가까이서 공전하는 WASP-121B는 매우 뜨거운 초고온목성이 된다.

## 같이 보기
- 천문학
- G형 주계열성
- 주계열성
- 항성